# Via Verda del Baix Ebre
La Via Verda del Baix Ebre és un tram de la Via Verda de l'antic Ferrocarril del Val de Zafán que parteix de Tortosa i arriba fins Benifallet amb 22 km de recorregut i un desnivell de 100 metres.

## Història
Coneguda també com a Val de Zafán, nom que prové de l'antiga via fèrria de la Val de Zafán, la construcció fou decidida l'any 1880. El trajecte començava a La Puebla de Híjar (Terol) i havia d'arribar a la Ràpita (Montsià).
Es va constuir per a raons merament comercials, es pretenia connectar l'Aragó i el mar pera facilitar l'exportació via el mar de les productes aragoneses.
L'any 1882 començaren les obres però no fou fins a l'any 1942 que fou inaugurat el traçat. Aquesta línia ferroviària va estar en funcionament durant 31 anys. El 17 de setembre de l'any 1973 i coincidint amb l'enfonsament d'un túnel, va caure amb desús.

## Itinerari[3]
- Tortosa: Capital del Baix Ebre, punt de partida del trajecte. S'inicia just on acaba l'antic pont del ferrocarril que travessa el riu Ebre. Tortosa gaudeix d'un conjunt històric artístic com la Catedral de Santa Maria, el Castell de la Suda (segle x), els Reials Col·legis (segle xvi), el convent de Santa Clara (segle xiii), el convent de la Puríssima (segle xvii), el Palau Episcopal (segle xiv), el barri gòtic i el barri jueu així com edificis modernistes.
- Roquetes: seguint el recorregut en sentit nord, trobem el municipi de Roquetes, al marge dret del riu Ebre. Destaquen l'església parroquial dedicada a Sant Antoni de Pàdua (1823), l'Antic Ajuntament (1881) i l'Observatori de l'Ebre (1904). També es troba el Centre d'Interpretació del Parc Natural dels Ports ubicat a l'antic escorxador.
- Jesús: pedania de Tortosa, es va constituir el 1994 com a entitat municipal descentralitzada (EMD). Hi destaquen l'església de Sant Francesc (segle xviii), la casa museu d'Enric de Ossó, la casa museu de Rosa Maria Molas, Hospital de la Santa Creu, el noviciat de Nostra Senyora de la Consolació (1858), el convent de les Carmelites Descalces (1887) i les torres defensives del Prior i Corder.
- Aldover: població on es troba la primera estació ferroviària de la Val de Zafán. Indrets d'interès són l'Església de la Nativitat de Nostra Senyora d'estil neoclàssic, la platja fluvial del riu Ebre i Centre d'interpretació del riu Ebre.
- Xerta: municipi que es troba assentat en un meandre a la dreta del riu Ebre. Destaquen l'Assut (s. XV), l'Església de l'Assumpció i Sant Martí, diferents cases senyorials, molins i la Casa de la Vila. També el Museu d'Eines de la Pagesia i el Centre d'Interpretació de Xerta. Hi trobem la segona estació ferroviària de la Val de Zafán, coneguda com l'estació de Xerta.
- Benifallet: forma part del patrimoni local l'església parroquial dedicada a la Nativitat de la Verge (1635), el convent de Sant Hilari de Cardó (1605) al massís de Cardó, el Balneari de Cardó (1866), la Cova Meravelles i restes arqueològiques. Hi trobem la tercera estació ferroviària de la Val de Zafán, antiga estació de Benifallet.

## Entorn natural
- Parc Natural Els Ports
- Barranc de la Conca
- l'Assut de Xerta
- Barranc de Xalamera
- Riu Canaletes: punt límit de les comarques del Baix Ebre i de la Terra Alta unides pel Pont de Riberola.
- Serra de Cardó